# Municipio de San Vicente Nuñú
El municipio de San Vicente Nuñú es un municipio de 493 habitantes situado en el Distrito de Teposcolula, Oaxaca, México.

## Demografía
En el municipio habitan 493 personas, con un grado medio de marginación y pobreza. En 2010, el municipio contaba con dos escuelas preescolares, dos primarias y una secundaria; el municipio no contaba con ningún bachillerato o escuela de formación para el trabajo.

## Localidades
En el municipio se encuentran los siguientes poblados, siendo San Vicente Ñuñú la cabecera municipal.
| Nombre de la localidad | Población (2010) |
| ---------------------- | ---------------- |
| San Vicente Nuñú       | 334              |
| Río Negro              | 49               |
| Anamá                  | 76               |